# Prowincja Nakhon Phanom
Nakhon Phanom (taj. นครพนม) – jedna z prowincji (changwat) Tajlandii. Sąsiaduje z  prowincjami Mukdahan, Sakon Nakhon i Nong Khai oraz laotańską prowincją Khammouan.